# معاهدة غنجة
معاهدة غنجة هي معاهدة وقعت بين الإمبراطورية الروسية والدولة الصفوية يوم 10 مارس 1735 بالقرب من مدينة غنجة في أذربيجان.

## الخلفية التاريخية
الحرب الصفوية الروسية (1722-1723) والمعروفة عند الروس بالحملة الفارسية لبطرس الأكبر،  الحرب بين روسيا وبلاد فارس (إيران الصفوية)، نجمت عن محاولة القيصر لتوسيع النفوذ الروسي في بحر قزوين ومناطق القوقاز ومنع المنافس الأخطر الدولة العثمانية من أي مكاسب إقليمية في المنطقة على حساب الدولة الصفوية الضعيفة.
نتيجة خسارة الحرب تنازل الصفويون عن الكثير من أراضيهم في شمال القوقاز وجنوب القوقاز، وشمال بلاد فارس لروسيا.

## المعاهدة
أنشأت المعاهدة حلف دفاعي ضد الدولة العثمانية. وافقت الحكومة الروسية على عودة معظم الأراضي المحتلة، بما في دربند و باكو، التي غزاها بطرس الأكبر إلى الصفويين عام 1720. وأكدت المعاهدة أيضا على أحكام معاهدة رشت عام 1732 حيث تخلت روسيا مطالبتها عن جيلان كما اعترفت إيران بفاختانغ السادس، ملك على جورجيا في المنفى الروسي. المعاهدة أعطت روسيا ميزة دبلوماسية في الحرب مع العثمانيين وللحاكم الصفوي نادر شاه فترة راحة على الحدود الغربية لإمبراطوريته حيث انتهت الحرب فيما بينهما والتفرغ لحرب العثمانيين.